# SN 1006
SN 1006 – najjaśniejsza zarejestrowana w historii supernowa. Rozbłysła w gwiazdozbiorze Wilka najprawdopodobniej 30 kwietnia 1006.
Według średniowiecznych obserwatorów (głównie astrologów) z Europy, Chin, Japonii, Egiptu i Iraku znajdowała się na granicy gwiazdozbioru Centaura, w pobliżu gwiazdy beta Lupi. Jej położenie ustalono na podstawie odkrytej w latach 60. XX wieku pozostałości po supernowej.
Miała kolor żółty. Najprawdopodobniej była widoczna przez około rok, co wskazuje, że była ona supernową typu II. Miała jasność około -9m, była więc widoczna nawet w dzień.
W 2009 japońscy naukowcy prawdopodobnie odkryli ślady pozostawione przez wybuch w rdzeniu lodowym z Antarktyki.